# Liver bird
A liver bird / ˈlaɪvərbɜːrd / mitikus madár, az angol Liverpool városának szimbóluma. Jellemzően kárókatonaként ábrázolják, ilyen alakban jelenik meg a város címerében. A nevében szereplő liver szó feltehetően egy kontinentális madárnév adaptációja, és nem a város nevéből (illetve az egyikhez sem kötődő, "máj" jelentésű angol közszóból) származik, bár idővel hasonult hozzá. A címerben szereplő madár csőrében ehető algát tart (angolul laver, ami újabb szójáték a város nevével)

### Története[1]
Liverpool körzetét (borough) János angol király alapította királyi chartával 1207-ben. III. Henrik 1229-es oklevelében engedélyezte a városiak számára, hogy céhet alapítsanak. Ennek előjogaként közös pecsétet használhattak. Liverpool régi pecsétje valószínűleg ebből az időszakból származott, bár a legkorábbi fennmaradt nyomata, amit a British Museumban őriznek, 1352-es. A pecsét egy csőrében ágat tartó, generikus madáralakot ábrázolt egy "JOHIS" (a latin Johannis, azaz "Jánosé" szó rövidítése) feliratú tekerccsel. A madarat szinte biztosan sasnak szánták, ami János evangélista - a várost alapító János király védőszentje és névrokona - szimbóluma volt. A csőrében tartott ágat rekettyeként értelmezik: a latinul planta genista nevet viselő növény volt az 1154-1399 között angol trónt elfoglaló Plantagenêt-ház jelképe. A pecséten egy félhold és egy csillag is látható, ami János király személyes jelképei közé tartozott.
A pecsét silány rajzolata több más elméletnek is alapot adott. A 19. századi liverpooli régiségkutató, Richard Brooke úgy vélte, a pecsét egy olajágat tartó galambot ábrázol, a tekercs feliratát pedig NOBIS-nak vagy VOBIS-nak ("nekünk"/"nektek") olvasta.
A 17. századra a madár valós kiléte feledésbe merült: részben a térségben gyakori kormoránként interpretáltak, részben "lever"-nek neveztek. 1611-ben a városi feljegyzések szerint a polgármester kapott egy tálat, rajta "a kormorán, a város címere". 1668-ban Derby grófja egy ezüstözött buzogányt ajándékozott a városnak, amin egy vésett "leaver" volt látható. Randle Holme 1688-as művében, a The Academie of Armorie-ben a liverpooli címert így jellemzi: "kék "lever" ezüst mezőben. Holme a szót a kanalasgémre utaló német Löffler vagy a holland lepler/lefler szóból származtatta. Lehetséges, hogy ezeket a kontinentális eredetű szavakat vették át a liverpooli címerállat megnevezésére, mivel jól utaltak a város nevére.
1796 augusztusában Clayton Tarleton polgármester írt a Címerkollégiumnak, hivatalosan is címert kérvényezve a város számára. Levelében a madarat "lever, avagy tengeri kormorán" névvel illette. A város 1797. március 22-én megkapta a címert a kollégium vezetőitől (Sir Isaac Heard Garter King of Arms és George Harrison Norroy King of Arms), bár az adományozó okirat pusztán kormoránként hivatkozott a madárra. A címer mellé március 23-án pajzstartókat is kapott Neptunus tengeristen, illetve fia és hírnöke, Tritón személyében. A város mottója Vergilius Eclogáiból származik: Deus Nobis Haec Otia Fecit, azaz "Isten adta nekünk ezeket az áldásokat".
A szimbólum modern kori népszerűsége nagyrészt 1911-re datálható, amikor megépült a Liver Building. A rajta kiemelkedő módon ábrázolt két "liver madár" újraélesztette az elképzelést, hogy a liver egy, a helyi partvidéket valaha kísértő mitikus madár volt. A népszerű legenda szerint az épületen látható két madár valójában egy hím és tojó alkotta párt ábrázol: a tojó a tengert figyeli, várva a tengerészek biztonságos hazatérését, míg a hím a várost nézi, vigyázva a tengerészek családjaira (vagy a tréfás verzió szerint arra, hogy a pubok nyitva legyenek). A helyi legenda szerint azért fordítanak egymásnak hátat, mert ha párosodnának és elrepülnének, a város megszűnne létezni. Tény, hogy valóban úgy tervezték, hogy a várost (a népünket) és a tengert (a jólétünket) nézzék.
Szintén népszerű történet a két szoborról, hogy le vannak láncolva, mert ha elrepülnének, a Mersey folyó kicsapna medréből és elöntené Liverpoolt.
Liverpoolban az 1960-as években aktív volt egy csak nőkből álló rockegyüttes Liverbirds néven. 1964-ben Hamburgba költöztek, ahol die weiblichen Beatles-nek, azaz női Beatles-nek kiáltották ki őket. Az 1970-es években a The Liver Birds címen futott egy népszerű brit szituációs komédia, ami két fiatal liverpooli nőről szólt (a bird ugyanis a brit szlengben fiatal nőt is jelent).
Sir Paul McCartney címere egy gitárt tartó, éneklő liver madár, ami egyaránt utal hivatására és szülővárosára.

### Egy város jelképe
A madár reprezentációja Liverpool egész területén megtalálható. A két leghíresebb áll a liverpooli mólóra néző Royal Liver Building óratornyainak tetején, kilátással a Mersey folyóra. A nevük Bertie és Bella. A hím, Bertie a városra és a nőstény, Bella a tengerre néz. A fém kárókatona-szerű madarakat Carl Bernard Bartels tervezte és a Bromsgrove Iparművészek Céhe építette.
Két kevésbé ismert liver bird is van a városban. A harmadik fémmadár a közeli Mersey Chambers irodaházon található, a Miasszonyunk és a Szent Miklós-templom mellett, Liverpool város plébániatemplománál. A negyedik, egy kőbe vájt madár az eredeti Szent János piac épületének tetején állt, egészen 1964-es lebontásáig. Ez ma már a Liverpooli Múzeumban látható.
Bár manapság a madár elválaszthatatlan a közvéleményben a Liverpool Football Club-tól, az első klub, amely szimbólumként használta, az Everton volt. Az 1930-as években felváltotta az Everton Lock-Up, egy másik ikon. Egyes szurkolók úgy vélik, hogy vissza kell állítani, azzal érvelve, hogy az egész város szimbólumaként jogosan tartozik mindkét klubhoz.

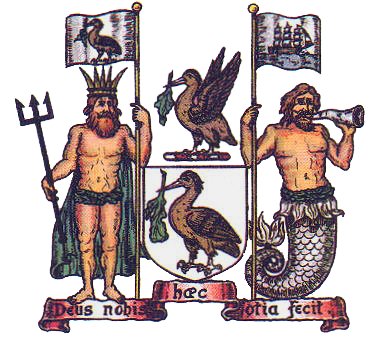
Liverpooli címer
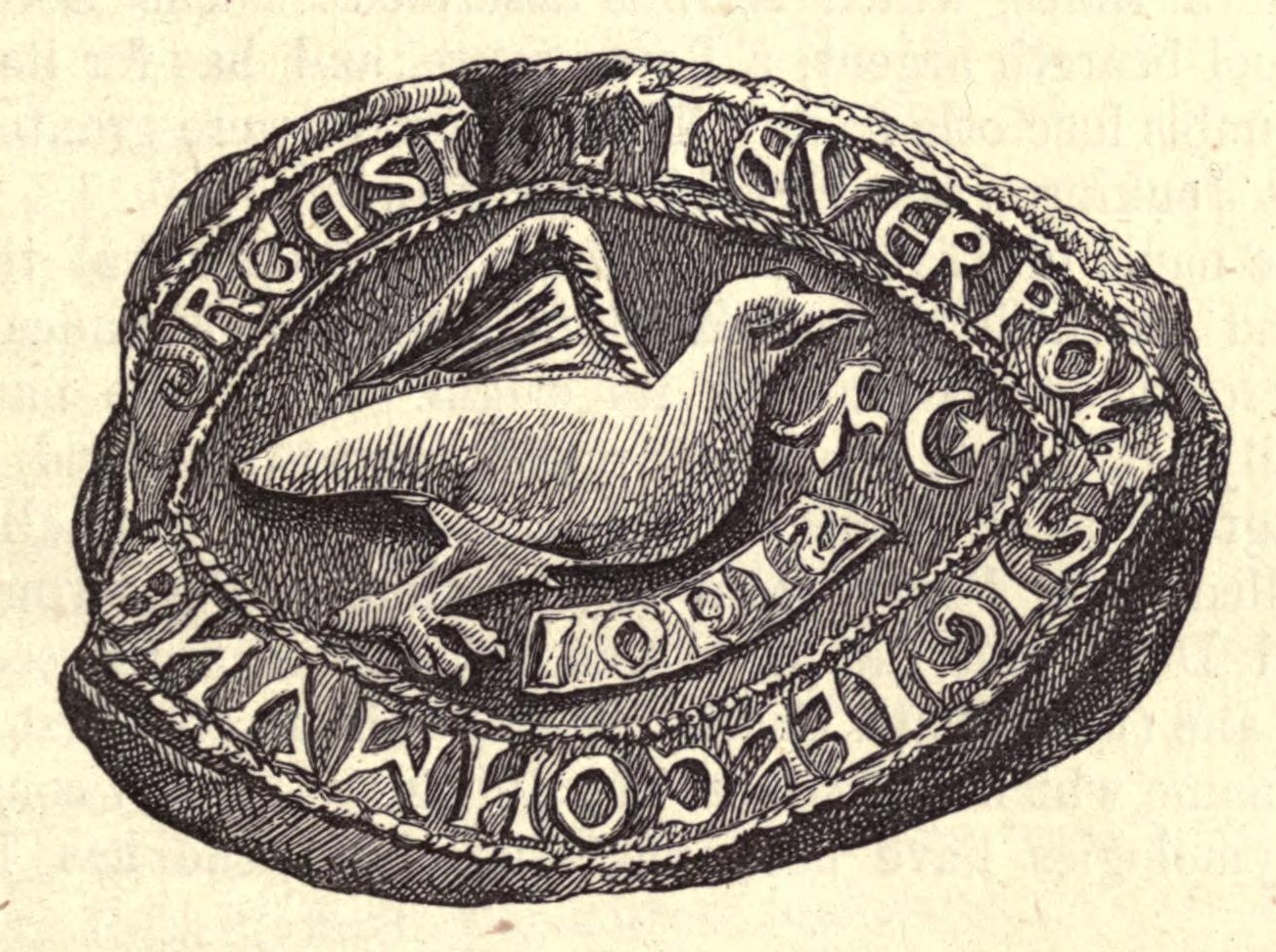
Liverpooli pecsét
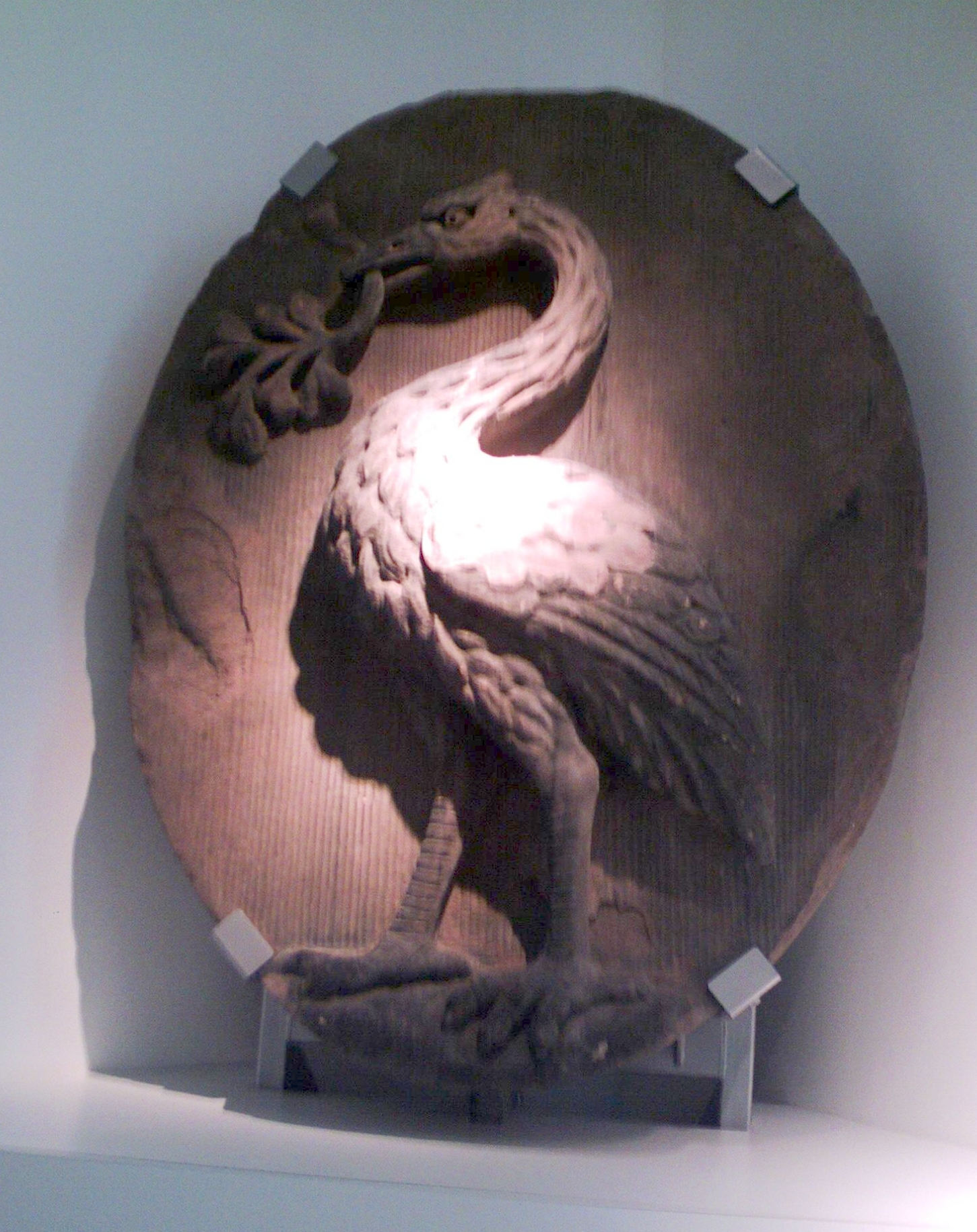
Liver bird ábrázolás a liverpooli múzeumban
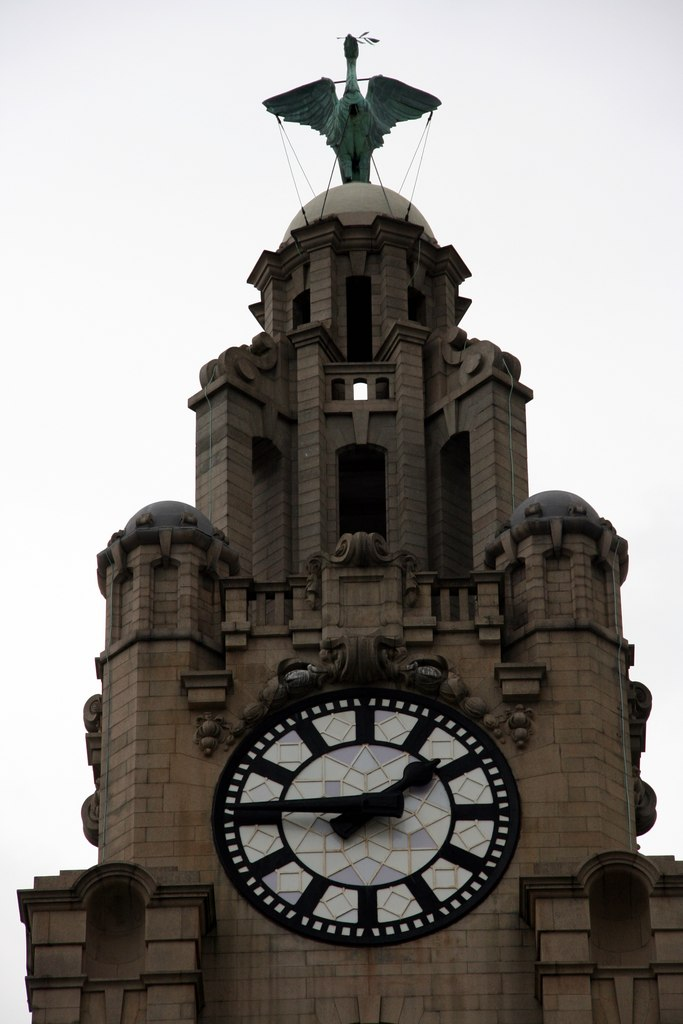
Royal Liver Building
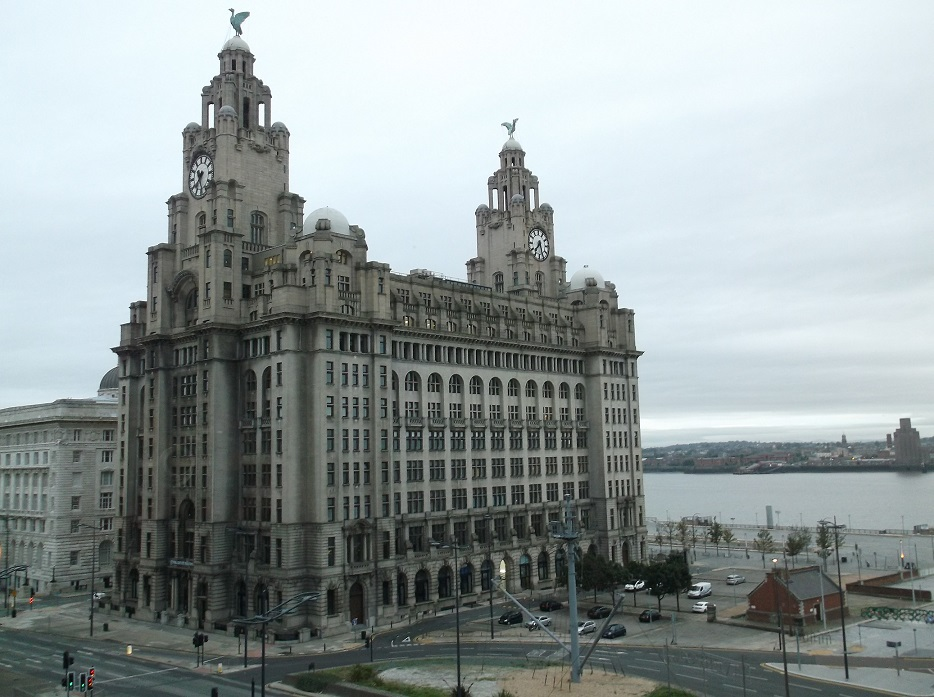
Royal Liver Building

### Védjegy[2]
2008 novemberében a Liverpool Football Club kérelmet nyújtott be az Egyesült Királyság Szellemi Tulajdoni Hivatalához, hogy a liver bird klubjelvényen szereplő változatát bejegyezzék védjegyeként. Flo Clucas tanácsvezető-helyettes azt válaszolta, hogy "A liver bird a liverpooli lakosoké, és nem egy vállalat vagy szervezeté."
A Liverpool FC végül 2010 szeptemberében szerezte meg a liver birdöt tartalmazó védjegy bejegyeztetését, miután megállapodott a városi tanáccsal. A Liverpool FC védjegyet kapott az európai védjegyirodától, a tanács pedig az Egyesült Királyság IPO-jából saját bejegyzést kapott, amely egy a liver birdöt tartalmazó védjegyet tartalmaz. Ezt azért tették, hogy megvédjék a liverpooli vállalatok használatát, de azért is, hogy a futballklub megvédje magát a hamisított termékekkel szemben.

## Fordítás
Ez a szócikk részben vagy egészben  a   Liver bird című angol Wikipédia-szócikk ezen változatának fordításán alapul.  Az eredeti cikk szerkesztőit annak laptörténete sorolja fel. Ez a jelzés csupán a megfogalmazás eredetét és a szerzői jogokat jelzi, nem szolgál a cikkben szereplő információk forrásmegjelöléseként.